# Крістіан Лопес (іспанський футболіст)
Крістіан Лопес (ісп. Cristian López, нар. 27 квітня 1989, Кревільєнт) — іспанський футболіст, нападник клубу «Аріс».

## Ігрова кар'єра
Крістіан, який народився в Кревільєнті, Аліканте, Валенсія, в молодіжному віці грав у кількох клубах, включаючи місцевий «Кревільєнте Депортіво» та «Аліканте». Він дебютував у основній команді останньої протягом сезону 2007/08, коли вони повернулись до Сегунди після 50-річної відсутності. У наступній кампанії Крістіан продовжував грати здебільшого за резервну команду в Терсері, а другому за рівнем іспанському дивізіоні провів лише дві гри, дебютувавши у дербі проти «Еркулеса» (1:2) 6 червня 2009 року, в якому забив гол.
Влітку 2009 року Лопес підписав контракт з клубом «Реал Мадрид», але виступав виключно за резервну команду «Реал Кастілья» у Сегунді Б, де в першому ж сезоні заюив 10 голів у 33 матчах і став другим найкращим бомбардиром команди, яка фінішувала восьмою в лізі.
У наступному сезоні Крістіан не забив жодного голу і у січні 2011 року був відданий в оренду в резервну команду «Валенсії» «Валенсія Месталья», де до кінця сезону забив 11 голів у матчах Терсери і допоміг команді посісти перше місце та вийти до Сегунди Б, після чого «кажани» викупили контракт гравця. Він забив ще 11 голів у наступній кампанії, завдяки яким команда зберігла прописку у третьому дивізіоні, після чого наступний сезон 2012/13 Крістіан провів у тій же лізі, виступаючи за «Атлетіко Балеарес».

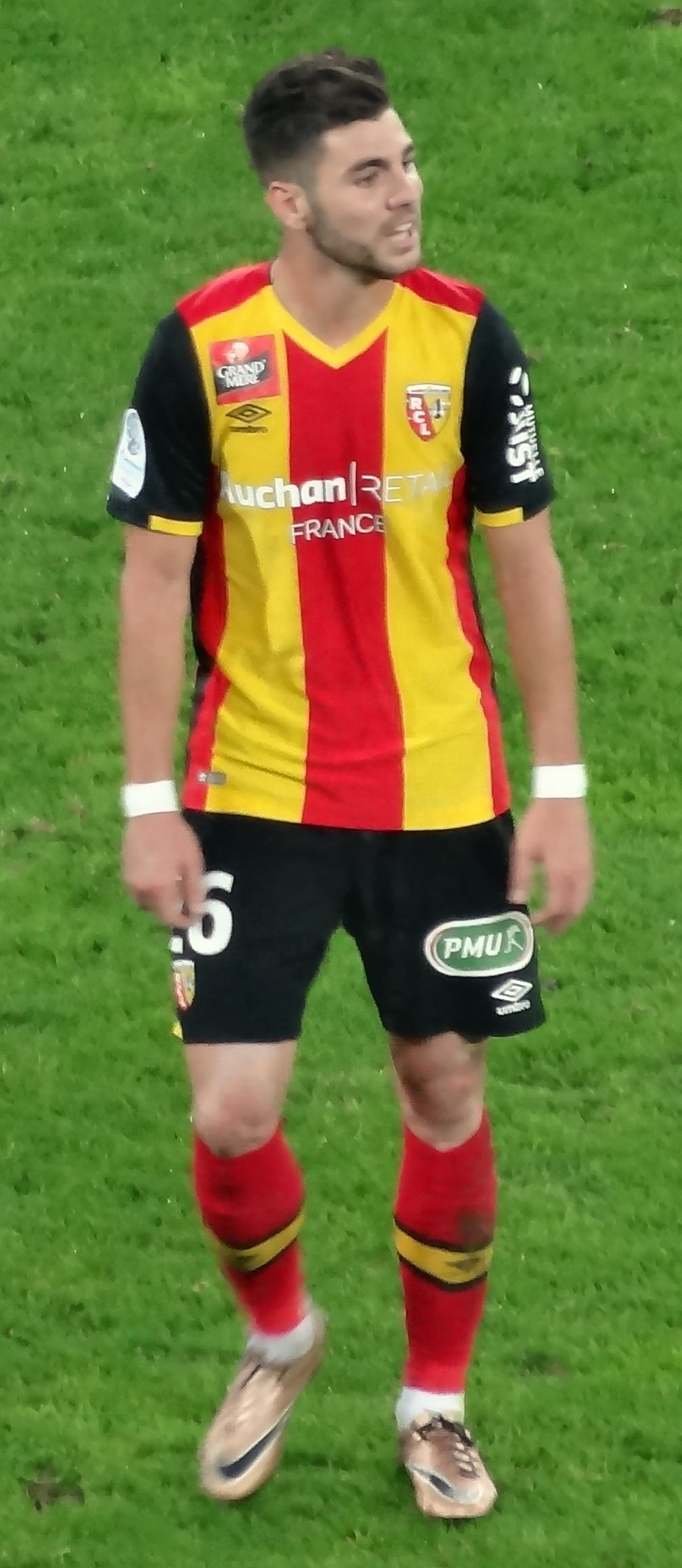
Крістіан Лопес під час виступів за «Ланс». 2016 рік.

У липні 2013 року Лопес підписав контракт з клубом англійського Чемпіоншипу «Гаддерсфілд Таун», ставши першим іспанським гравцем клубу за 105-річну історію, втім у новій команді закріпитись не зумів, через що здавався в оренду в нижчолігові англійські клуби «Шрусбері Таун» та «Нортгемптон Таун» і в травні 2014 року став вільним агентом.
7 липня 2014 року іспанець повернувся на батьківщину, ставши гравцем «Бургоса» з Сегунди Б, де знову показав високу результативність — 13 голів у 36 матчах, завдяки чому отримав шанс зіграти за кордоном і в червні 2015 року став гравцем румунського клубу «ЧФР Клуж». Там Крістіан теж багато забивав і з 12 голами у дебютному сезоні став найкращим бомбардиром команди та четвертим бомбардиром чемпіонату. Також Лопес дійшов з командою до фіналу кубка, де вийшов на заміну після перерви за рахунку 2:0 на користь «Динамо» (Бухарест) і у другому таймі «залізничники» зуміли зрівняти рахунок, при цьому другий гол на 89 хвилині забив саме Лопес. Потім він реалізував і свій після матчевий пенальті, якій допоміг команді здобути трофей.
Забивши ще 4 голи у 6 матчах чемпіонату на початку наступного сезону, в останній день літнього трансферного вікна 31 серпня 2016 року Лопес перейшов у клуб французької Ліги 2 «Ланс», підписавши дворічну угоду. Відіграв за команду наступні два сезони своєї ігрової кар'єри. Більшість часу, проведеного у складі «Ланса», був основним гравцем атакувальної ланки команди і одним з головних бомбардирів команди, маючи середню результативність на рівні 0,41 гола за гру першості. При цьому у дебютному сезоні Лопес забив 16 голів у чемпіонаті, ставши 3 найкращим бомбардиром ліги, а у першій половині другого — вісім. 
Втім надалі у гравця почалась гольова «посуха», через яку у другій частині він забив лише по разу у двох останніх турах, тому контракт з гравцем не було продовжено. Не зважаючи на це іспанець пішов на підвищення і в кінці серпня 2018 року підписав угоду з клубов Ліги 1 «Анже». Але у найвищому іспанському дивізіоні Лопес проявити себе не зумів, забивши лише 2 голи у 19 іграх сезону 2018/19, після чого відправився до ОАЕ, де грав за клуб «Хатта», а 1 березня 2019 року підписав контракт з іспанською командою Сегунди «Лас-Пальмас» на решту сезону, але так за «жовтих» жодного голу і не забив.
26 серпня 2020 року Крістіан підписав дворічний контракт з грецьким клубом «Аріс».

## Титули і досягнення
- Володар Кубка Румунії (1):

«ЧФР Клуж»: 2015–16